# Gilles-Éric Séralini

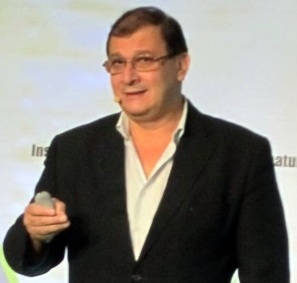
Gilles-Éric Séralini, 2015

Gilles-Éric Séralini (* 23. August 1960 in Annaba, Algerien) ist ein französischer Molekularbiologe. Er arbeitet als Professor an der Universität Caen und ist außerdem Co-Direktor des universitären Pôle Risques. Seine Hauptforschungsgebiete sind zum einen Untersuchungen zu Auswirkungen von Umweltfaktoren wie gentechnisch veränderten Organismen und Pestiziden auf Gesundheit, Sexualhormone, Fortpflanzung und Krebs. Zum anderen erforscht er schwerpunktmäßig die Themen Vorbeugung und Heilung von Brustkrebs und Endokrine Disruptoren. Einer breiteren Öffentlichkeit bekannt wurde Séralini durch seine Studien zu transgenem Mais, deren Ergebnisse in der Fachwelt kritisiert wurden.
Séralini ist Träger des Ordre national du Mérite. Er wurde 2015 von der Vereinigung Deutscher Wissenschaftler (VDW) und vom Juristenverband International Association of Lawyers against Nuclear Arms (IALANA) mit dem Whistleblowerpreis ausgezeichnet.

## Wissenschaftliche Ausbildung und Tätigkeit
Gilles-Éric Séralini studierte in Nizza. 1987 wurde er an der Universität Montpellier II zum Doktor für Biochemie und Molekularbiologie promoviert. Die folgenden vier Jahre betrieb er in zwei renommierten Forschungseinrichtungen, zuerst in Ontario und später Quebec, Grundlagenforschung. 1990 legte er das französische Auswahlexamen für Universitätsprofessoren ab. Seit 1991 ist Séralini am Institut de Biologie Fondamentale et Appliquée an der Universität Caen ordentlicher Professor für Molekularbiologie und leitet eine mit dem Centre national de la recherche scientifique verbundene Forschergruppe. Er ist Präsident des Wissenschaftlichen Rates des von ihm mitbegründeten Comité de recherche et d’information indépendantes sur le génie génétique (CRII-GEN).

## Schwerpunkte des Wirkens
Séralini gehörte zu den ersten Wissenschaftlern, die sich 1996/1997 für ein europäisches Moratorium gegen die kommerzielle Einführung gentechnisch veränderter Organismen einsetzten, bis diese besser erforscht seien. Von 1998 bis 2007 gehörte er zwei französischen Regierungskommissionen (Commission du Génie Biomoléculaire und Comité de Biovigilance) an, die die Auswirkung der Einführung gentechnisch veränderter Organismen untersuchten. Gemeinsam mit der ehemaligen französischen Umweltministerin Corinne Lepage und dem Botaniker Jean-Marie Pelt gründete Séralini das Comité de Recherche et d’Information Indépendantes sur le Génie Génétique (CRII-GEN), das unabhängige Untersuchungen zu Auswirkungen von gentechnisch veränderter Organismen ermöglichen soll. 2003 gehörte er dem Beratergremium des Rates der Europäischen Union an. Es ging hier um den vor der Welthandelsorganisation ausgetragenen Rechtsstreit zwischen den Vereinigten Staaten, Argentinien und Kanada und der Europäischen Union um das faktisch bestehende Moratorium, das eine kommerzielle Einfuhr gentechnisch veränderter Organismen in die Europäische Union unterband. Séralini war mit der Entwicklung der Verteidigungsstrategie betraut.
Er ist einer der Hauptorganisatoren des Monsanto-Tribunals.

## Kontroversen

### Verfahren wegen übler Nachrede
Im Januar 2011 gewann Séralini ein Verfahren wegen „übler Nachrede“, das er gegen Marc Fellous, Präsident der Association Française des Biotechnologies Végétales – Befürworter gentechnisch veränderter Organismen – angestrengt hatte. Hintergrund war, dass seine Neutralität im Zusammenhang mit einer Studie zu Auswirkungen von drei genetisch veränderten Maissorten auf die Gesundheit von Säugetieren in Zweifel gezogen wurde. Die 17. Kammer des „Tribunal correctionnel de Paris“ entschied, dass der Vorwurf, eine finanzielle Beteiligung von Greenpeace hätte die Studienergebnisse beeinflusst, diffamierend gewesen sei; weitere Vorwürfe wurden von der Jury jedoch an den wissenschaftlichen Diskurs rückverwiesen.

### Séralini-Affäre
Hauptartikel: Séralini-Affäre
Die von Séralini beschriebene Toxizität von transgenem Mais in Verbindung mit dem Herbizid Roundup wird in der Fachwelt kontrovers diskutiert. Séralinis im November 2012 publizierte Studie Long Term Toxicity of a Roundup Herbicide and a Roundup-tolerant Genetically Modified Maize zur Auswirkung von genetisch modifiziertem Mais auf Ratten wurde von der weit überwiegenden Zahl der Fachleute sowie auch von sämtlichen staatlichen Stellen, die eine Einschätzung abgaben, als methodisch unzureichend kritisiert.
Die Fachzeitschrift, Food and Chemical Toxicology, in der die Studie veröffentlicht wurde, versicherte, dass diese den gängigen und anonymen Peer-Review-Prozess durchlaufen habe, zog die Studie allerdings ca. ein Jahr später „aufgrund schwerwiegender Mängel im Hinblick auf Design und Methodik“ wieder zurück. Dieses Vorgehen löste im Wissenschaftsbetrieb erneute Kontroversen aus. Cesare Gessler, Gentechniker an der ETH Zürich, bezeichnete den Rückzug des Artikels als „ausserordentlich“, da die Grundlage vieler anderer Studien nicht solider sei, eine Kritik dieses Ausmaßes jedoch unterbliebe.
Im Juni 2014 wurde diese Studie in dem Fachmagazin Environmental Sciences Europe (ESEU) leicht modifiziert erneut veröffentlicht, um der Wissenschaftsgemeinschaft dauerhaften Zugriff auf die Daten der zurückgezogenen Studie zu geben. Die Studie wurde ohne erneutes Peer-Review publiziert, da dieses laut ESEU-Chefredaktor Henner Hollert bereits durch das Journal Food and Chemical Toxicology vorgenommen worden sei und dieses festgestellt habe, dass kein Betrug oder Fehldarstellung vorliege. Im Jahr 2015 wurde Séralini mit Bezug auf diese Studie der Whistleblowerpreis verliehen, da er als erster im Kontext eines zweijährigen Fütterungsversuchs mit Ratten die Giftigkeit und tumorauslösende Wirkung des Glyphosat-basierten Herbizids „Roundup“ im Tierversuch beschrieben habe.
In Die Zeit wurde die Preisverleihung kritisiert; „Kritiker der Gentechnik und ihre Lobby“ hätten Séralini zum „Opfer einer Rufmordkampagne“ stilisiert, und die Jury scheine ihnen „auf den Leim gegangen zu sein“. Die Frankfurter Allgemeine Zeitung kritisierte die „dürftigen Forschungsarbeiten […] und umso schillernderen Auftritten“ Séralinis und stellte fest: „Wissenschaftliche Qualifikation ist nicht Voraussetzung, um den Whistleblower-Preis der Wissenschaftlervereinigung zu erhalten.“ Der Spiegel kam im Kontext der Monsanto-Papers 2017 zu der Einschätzung, dass Séralini Opfer einer Diskreditierungskampagne von Monsanto geworden sei. Obgleich seine Studie methodische Schwächen aufwies, habe er das getan, was im Grunde die Aufgabe von Monsanto gewesen wäre, nämlich eine Fütterungsstudie durchzuführen, die sowohl Roundup als auch glyphosatbelasteten Gentech-Mais beinhaltete. Die Süddeutsche Zeitung sieht Mängel bei Séralinis Studie, hält jedoch das Ausmaß der Empörung darüber für völlig überzogen. Sie beruft sich auf Dokumente aus dem Gerichtsprozess in Kalifornien, die nahelegen, dass Monsanto eine konzertierte Leserbriefreaktion in Kooperation mit Wallace Hayes, dem damaligen Chefredakteur des Fachmagazins Food and Chemical Toxicology initiiert hatte. In einer E-Mail des Monsanto-Mitarbeiters David Saltmiras vom 26. September 2012 heißt es, dass Hayes dringend konkretere Leserreaktionen brauche, um etwas unternehmen zu können.
In mehreren Langzeitstudien konnten die Ergebnisse nicht wiederholt werden. Negative Folgen durch die Fütterung von gentechnisch verändertem Mais mit und ohne Roundup konnten nicht festgestellt werden.

### Rücktritt von Ralf Reski
Aus Protest gegen die Veröffentlichung einer Studie von Séralini trat Ralf Reski im Februar 2014 als Editor der Fachzeitschrift BioMed Research International zurück. Das Bundesinstitut für Risikobewertung teilte in einer Stellungnahme mit, dass die Studie keine neuen Erkenntnisse für die toxikologische Bewertung von Glyphosat bringe und für die laufende Re-Evaluierung von Glyphosat in der EU ohne Belang sei.

### Klage wegen Diffamierung gegen drei Journalisten
Séralini verklagte 2019 die Journalisten Mac Lesggy, Patrick Cohen und Géraldine Woessner wegen Diffamierung. Die Journalisten haben seine Fütterungsstudie mit Ratten an GMO-Reis als betrügerisch und irreführend genannt. Die Studie wurden wieder zurückgezogen (siehe Abschnitt „Séralini-Affäre“). So hatte Cohen im französischen Fernsehen Séralinis Studie zur Auswirkung von genetisch modifiziertem Mais auf Ratten als einen der schwersten Wissenschaftsbetruge der letzten 10 Jahre bezeichnet. Das Gericht folgte Séralinis Auffassung nicht und sprach die Journalisten 2023 frei.

## Ehrungen
- Am 28. Mai 2008 wurde Séralini für seine Verdienste der Ordre national du Mérite (Chevalier) verliehen.
- Am 16. Oktober 2015 erhielt Séralini den deutschen Whistleblower-Preis. Verliehen wurde dieser von der Vereinigung Deutscher Wissenschaftler (VDW e. V.) und der deutschen Sektion der International Association of Lawyers against Nuclear Arms.[16][25]

## Schriften (Auswahl)

### Bücher
- L'Evolution de la matière: de la naissance de l'Univers à l'ADN. Explora, 1994, ISBN 2-266-05651-4.
- Le sursis de l'espèce humaine. Belfond, 1997, ISBN 2-7144-3499-1.
- OGM: le vrai débat. Flammarion, 2000, ISBN 2-08-035733-6.
- Génétiquement incorrect. Flammarion, 2003, ISBN 2-08-210094-4.
- Ces OGM qui changent le monde. Flammarion, 2004, ISBN 2-08-080062-0.
- Après nous le déluge?. Flammarion, 2008, ISBN 978-2-08-121503-0 – mit Jean-Marie Pelt
- Nous pouvons nous dépolluer! Josette Lyon, 2009, ISBN 978-2-84319-188-6.
- Plaisirs cuisinés ou poisons cachés Actes Sud, 2014, ISBN 978-2-330-03433-7.

### Zeitschriftenbeiträge
Gilles-Éric Séralini veröffentlichte mehr als 150 wissenschaftliche Arbeiten.
- Gilles-Éric Séralini, Dominique Cellier, Joël Spiroux de Vendomois: New Analysis of a Rat Feeding Study with a Genetically Modified Maize Reveals Signs of Hepatorenal Toxicity. In: Archives of Environmental Contamination and Toxicology. Band 52, Nummer 4, S. 596–602, doi:10.1007/s00244-006-0149-5.
- Joël Spiroux de Vendômois, François Roullier, Dominique Cellier, Gilles-Éric Séralini: A Comparison of the Effects of Three GM Corn Varieties on Mammalian Health. In: International Journal of Biological Sciences. Band 5, 2009, S. 706–726, (online).
- Gilles-Éric Séralini, Joël Spiroux de Vendômois, Dominique Cellier, Charles Sultan, Marcello Buiatti, Lou Gallagher, Michael Antoniou, Krishna R. Dronamraju: How Subchronic and Chronic Health Effects can be Neglected for GMOs, Pesticides or Chemicals. In: International Journal of Biological Sciences. Band 5, 2009, S. 438–443 (online).
- Céline Gasnier, Claire Laurant, Cécile Decroix-Laporte, Robin Mesnage, Emilie Clair, Carine Travert, Gilles-Éric Séralini: Defined plant extracts can protect human cells against combined xenobiotic effects. In: Journal of Occupational Medicine and Toxicology. Band 6, 2011, doi:10.1186/1745-6673-6-3.
- Gilles-Éric Séralini, Emilie Clair, Robin Mesnage, Steeve Gress, Nicolas Defarge, Manuela Malatesta, Didier Hennequin, Joël Spiroux de Vendômois: Republished study: Long term toxicity of a Roundup herbicide and a Roundup-tolerant genetically modified maize. In: Environmental Sciences Europe 2014 26:14 (online)doi:10.1186/s12302-014-0014-5